# Zidane, un portrait du XXIe siècle (bande originale)
Albums de Mogwai
Mr. Beast
(2006) The Hawk is Howling
(2008)
Zidane: A 21st Century Portrait: An Original Soundtrack by Mogwai est un album du groupe post-rock écossais Mogwai, ainsi que la bande originale du film documentaire Zidane, un portrait du XXIe siècle.
En 2005, le groupe accéda à la demande d'un des réalisateurs du film, Douglas Gordon, de réaliser la bande sonore, après avoir visionné des extraits du documentaire accompagné d'un remix du morceau Mogwai Fear Satan.
Enregistrée en décembre 2005 et février 2006 à Glasgow, la bande originale est publiée sur disque le 30 octobre 2006, plusieurs mois après la sortie du film, paru en mai 2006.

## Liste des morceaux
| No  | Titre                         | Durée |
| --- | ----------------------------- | ----- |
| 1.  | Black Spider                  | 5:02  |
| 2.  | Terrific Speech 2             | 4:06  |
| 3.  | Wake Up And Go Berserk        | 4:45  |
| 4.  | Terrific Speech               | 4:45  |
| 5.  | 7:25                          | 5:11  |
| 6.  | Half Time                     | 6:49  |
| 7.  | I Do Have Weapons             | 4:15  |
| 8.  | Time and a Half               | 5:56  |
| 9.  | It Would Have Happened Anyway | 2:34  |
| 10. | Black Spider 2                | 4:12  |
| 11. | (morceau caché)               | 23:02 |

L'album se termine sur une piste cachée sans titre d'une vingtaine de minutes. Il s'agit du premier album dans lequel Mogwai a recours à ce procédé.